# Grande Inter

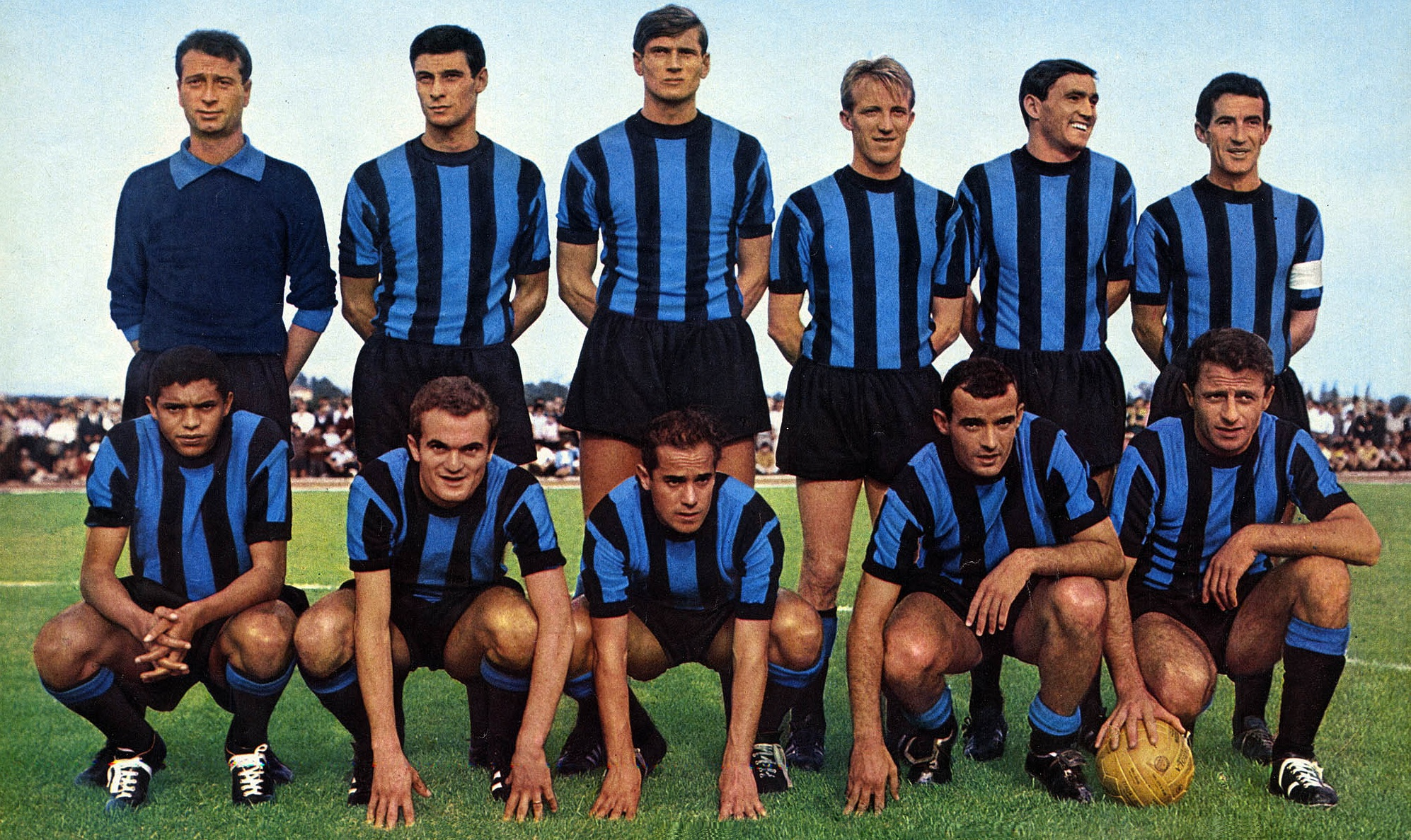
Una formazione della Grande Inter nella stagione 1964-65.

Con l'appellativo Grande Inter si identifica il ciclo di vittorie conseguito dalla società calcistica italiana del Football Club Internazionale Milano negli anni 60 del XX secolo, periodo storico in cui si affermò come una delle migliori squadre di sempre a livello italiano ed europeo.
Sotto la presidenza del petroliere Angelo Moratti e guidata in panchina dall'allenatore franco-argentino Helenio Herrera, l'Inter si laureò fra il 1963 e il 1966 per tre volte campione nazionale (1962-63, 1964-65, 1965-66) e per due consecutive vincitrice della Coppa dei Campioni (1963-64, 1964-65) e della Coppa Intercontinentale (1964, 1965).

## Lo schema tattico
(Eduardo Galeano, Splendori e miserie del gioco del calcio, Sperling & Kupfer, 1997.)

Giocatori disposti in campo secondo il classico catenaccio degli anni 1960.

A contraddistinguere il gioco della formazione erano la solidità difensiva — spesso assimilata al catenaccio — e le veloci ripartenze in contropiede, cui si assommava la prolificità dei terminali offensivi.

### Difesa
Estremo difensore fu inizialmente Lorenzo Buffon, brevemente sostituito da Bugatti nelle ultime battute del torneo 1962-63: a difendere i pali giunse in seguito il concreto Sarti, con Miniussi di riserva.
Con i laterali Burgnich e Facchetti — rispettivamente dislocati a destra e sinistra — incaricati di contrastare le ali avversarie, il centrale Guarneri (che pure aveva iniziato la carriera in veste di terzino) agiva in marcatura sul centravanti: a coordinare i movimenti della retroguardia era il capitano Picchi, arretrato a libero dopo l'esperienza sulle fasce e divenuto un «allenatore in campo» tanto da contraddire persino le indicazioni di Herrera.
Il contributo del pacchetto difensivo era inoltre rintracciabile nell'innesco del contropiede, col supporto di Facchetti alla manovra d'attacco che ne fece il primo «fluidificante» nella storia del calcio italiano. Tra i principali rincalzi del reparto arretrato si segnalò il polivalente Malatrasi.

### Centrocampo
In mediana — con l'obiettivo di neutralizzare il numero 10 opposto — venne dapprima schierato Zaglio, in cui luogo fu scelto Tagnin nel 1963; a consacrarsi in tale posizione sarà poi Bedin, promosso titolare nel corso dell'annata 1964-65. Fulcro del gioco era il regista Suárez, calatosi nella parte dopo gli inizi da incursore: abile in fase d'impostazione, lo spagnolo era inoltre capace di armare con precisi lanci le punte.
Le sortite offensive erano demandate alla mezzala destra, posizione nella quale Mazzola rilevò Maschio già nell'autunno 1962. Lungo l'out sinistro agiva poi il "fantasista" Corso, inviso a Herrera per uno scarso atletismo bilanciato tuttavia dalle qualità tecniche e balistiche.

### Attacco
Con Di Giacomo a rimpiazzare Hitchens all'inizio del campionato 1962-63, nel ruolo di punta centrale agì successivamente Milani, il cui movimento apriva spazi utili agli inserimenti offensivi di Mazzola. Anche quest'ultimo ricoprì talvolta la suddetta posizione, altrimenti affidata al duttile Domenghini. Ulteriori interpreti del ruolo di centrattacco furono Cappellini e l'opportunista Peiró, con l'impiego di quest'ultimo circoscritto in prevalenza alle manifestazioni europee stante il regolamento dell'epoca riguardo al tetto massimo di due stranieri in campionato.
Come ala destra, si distinse il brasiliano Jair — la cui dote principale risiedeva nella velocità — preferito dal 1962 a Bicicli.

## Storia

### Prologo

#### 1960-61: il polemico esordio di Herrera

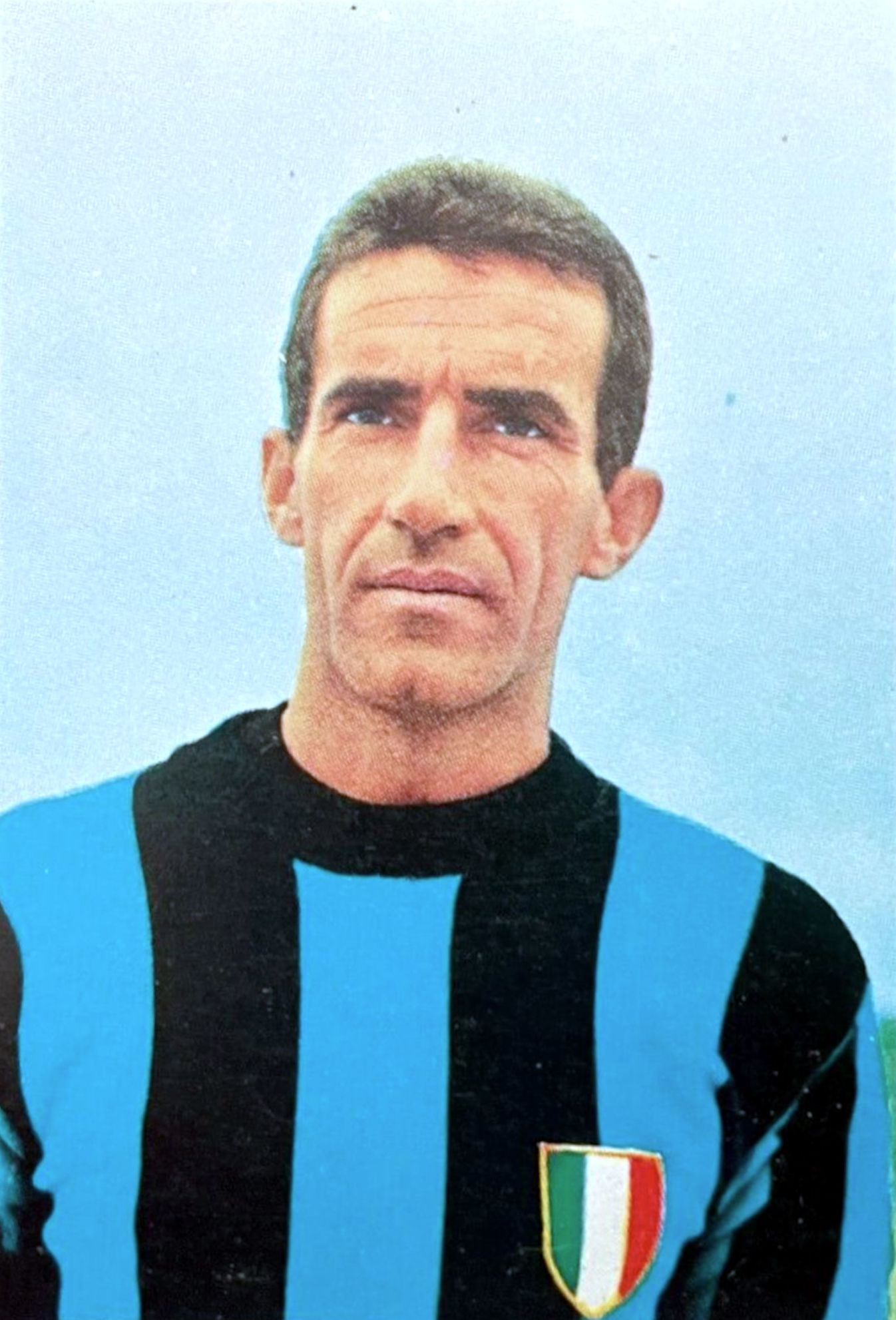
Armando Picchi, neoacquisto di stagione, diverrà il capitano dell'Inter dal 1962 al 1967

Nel 1960, dopo i modesti risultati conseguiti dal suo insediamento alla presidenza dell'Inter avvenuto cinque anni prima, Angelo Moratti ingaggiò dal Barcellona l'allenatore Helenio Herrera, soprannominato il "Mago", di cui era rimasto impressionato in seguito ad una partita di Coppa delle Fiere nella quale i catalani avevano travolto i meneghini. Sul mercato vennero acquistati il portiere Buffon, il terzino Picchi e il mediano Zaglio; la squadra aveva i suoi punti di forza nello stopper Bolchi e negli attaccanti Firmani e Angelillo, quest'ultimo capace di segnare 33 gol nel campionato 1958-59.
La Serie A 1960-1961 vide una partenza bruciante dell'Inter, che segnò nelle prime quattro giornate ben 18 gol: il 23 ottobre gli uomini di Herrera si ritrovarono soli in testa, inseguiti dai campioni uscenti della Juventus e dalla Roma. Dopo una sconfitta dell'Inter col Padova i capitolini tentarono la fuga, ma furono riacciuffati dai milanesi a Natale; i nerazzurri a fine gennaio si aggiudicarono il titolo d'inverno con 3 punti sui rivali cittadini del Milan e 4 sul Catania. Il girone di ritorno iniziò all'insegna della Juve del Trio Magico: i torinesi, che avevano accusato una flessione nei mesi precedenti, vinsero 5 partite di fila e avvicinarono l'Inter. Furono, però, quattro sconfitte consecutive fra marzo e aprile, contro Lecco, Padova, Milan e Sampdoria, a far scendere i nerazzurri in classifica dietro i bianconeri e i rossoneri.

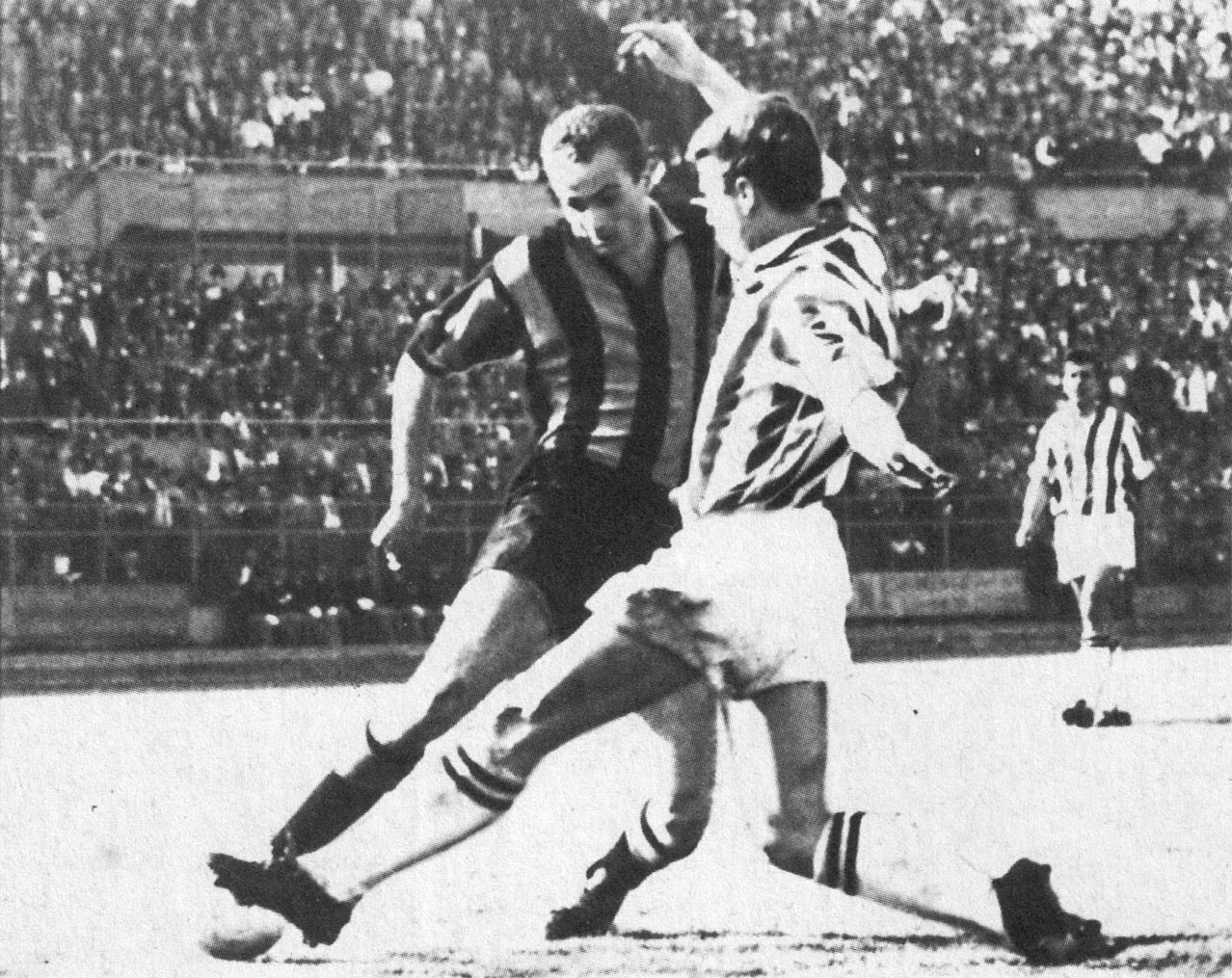
Un diciottenne Sandro Mazzola, al debutto in Serie A, in contrasto sullo juventino Benito Sarti nel derby d'Italia del 10 giugno 1961, giocato in segno di protesta dall'Inter con la sua squadra De Martino

Il 16 aprile si giocò Juventus-Inter: a Torino, sullo 0-0, la partita venne sospesa per un'invasione di campo da parte di tifosi entrati all'interno dello stadio senza biglietto. I nerazzurri ottennero in primo grado la vittoria per 0-2 a tavolino; tuttavia la Juventus fece ricorso e, la sera prima dell'ultima giornata di campionato, con le due contendenti a pari punti (46 a testa), la CAF modificò il verdetto iniziale, ordinando la ripetizione della gara e comminando ai bianconeri soltanto una multa. La decisione fu molto contestata, da parte meneghina, per via del doppio ruolo che ricopriva al tempo Umberto Agnelli, dall'agosto del 1959 presidente sia della FIGC (eletto anche con il sostegno della stessa società nerazzurra) che del club bianconero.
A quel punto tra le due squadre si creò una distanza di due punti, ma il 4 giugno, nonostante uno scialbo pareggio casalingo della Juventus (1-1) contro il Bari, quest'ultima si riconfermò campione d'Italia a causa della contemporanea sconfitta per 2-0 subita dall'Inter a Catania (circostanza che verrà ricordata con la famosa espressione Clamoroso al Cibali!). Il 10 giugno, in occasione dell'ormai ininfluente recupero del derby d'Italia, il presidente nerazzurro Moratti ordinò a Herrera di schierare la squadra De Martino per protesta contro la CAF, accusata di aver subito l'ingerenza di Agnelli (il quale si dimise dalla presidenza federale poco tempo dopo). La partita finì 9-1 per i padroni di casa; per i milanesi segnò su rigore il diciottenne Sandro Mazzola, figlio dell'indimenticato Valentino e futura bandiera nerazzurra, che realizzò così il suo primo gol con la maglia dell'Inter. I nerazzurri chiusero il campionato al terzo posto con 44 punti, dietro anche ai concittadini del Milan.

#### 1961-62: lo scudetto sfumato
Per la stagione successiva Moratti, dietro richiesta dell'allenatore, acquistò Luis Suárez dal Barcellona: il regista era stato un pupillo del Mago già in blaugrana. Giunsero anche il portiere di riserva Bugatti e l'attaccante britannico Hitchens. A tali arrivi corrispose l'addio di Angelillo, complice un rapporto sempre più difficile con il tecnico: l'italo-argentino venne ceduto alla Roma.

Gerry Hitchens, miglior marcatore stagionale in campionato con 16 reti

In campionato l'Inter dominò il girone d'andata, perdendo solamente il derby di Milano e laureandosi campione d'inverno il 10 dicembre 1961 con quattro punti di vantaggio su Bologna e Fiorentina, nonché cinque sul Milan. Ancora una volta, però, la seconda parte di stagione fu fatale per i nerazzurri, cui non bastò vincere il 4 febbraio 1962 la stracittadina di ritorno: un crollo primaverile favorì infatti la rimonta dei rivali rossoneri, che si aggiudicarono il tricolore lasciando alla Beneamata il secondo posto a cinque lunghezze di distacco.
Nel frattempo Moratti, afflitto da problemi di salute, aveva rassegnato il 20 marzo le dimissioni, pensando al contempo ad un'alternativa per Herrera: a pesare sul conto del Mago fu anche una diatriba col presidente bianconero Gianni Agnelli, sorta dopo alcune dichiarazioni polemiche del tecnico franco-argentino sul cammino dei piemontesi in Coppa Campioni. Il petroliere tornò sui suoi passi il 9 aprile per difendere la squadra da uno scandalo doping, il quale aveva coinvolto, fra numerosi calciatori di Serie A e B, anche gli interisti Bicicli, Guarneri e Zaglio: i tre nerazzurri subiranno una squalifica e una multa.

### Il ciclo vincente

#### 1962-63: il primo successo in campionato
Dopo il secondo posto della stagione precedente, sul mercato l'Inter pescò soprattutto dal campionato italiano (Burgnich, Maschio, Di Giacomo), lanciando stabilmente tra i titolari anche l'emergente Facchetti, terzino con ottime doti offensive, e il primogenito di Valentino Mazzola, Sandro. Importante fu poi la riconferma di Herrera: l'allenatore, che aveva chiesto la risoluzione del contratto con i nerazzurri in seguito alla crisi societaria, fu riaccolto invece a Milano al termine della Coppa del Mondo 1962, nella quale aveva guidato la Nazionale spagnola, proprio quando Edmondo Fabbri era pronto a insediarsi sulla panchina dell'Inter.

28 aprile 1963: Mazzola festeggiato da Bugatti, Guarneri, Herrera, Picchi, Di Giacomo e Zaglio dopo la vittoria-scudetto 1-0 sul campo della Juventus, con gol proprio dell'attaccante

In porta c'era Lorenzo Buffon; la difesa veniva guidata da Armando Picchi, il capitano, trasformato in libero da Herrera; davanti a lui c'erano Tarcisio Burgnich, prelevato dal Palermo, e Aristide Guarneri. Sulla fascia sinistra venne attuata la prima rivoluzione tattica di Herrera: Giacinto Facchetti, confermato ormai in pianta stabile in prima squadra, diventò il primo terzino capace di affondare in avanti e trasformarsi in una vera e propria ala, il cosiddetto fluidificante. A centrocampo c'erano il mediano Franco Zaglio e il regista Luis Suárez; all'ala destra c'era il nuovo arrivato brasiliano Jair, riserva di Garrincha nella nazionale verdeoro, prelevato a novembre, mentre l'estrosità di Mario Corso dava un tocco di fantasia alla squadra e in attacco Sandro Mazzola, anch'egli confermato in prima squadra, fungeva da mezz'ala con al centro Beniamino Di Giacomo (scambiato a novembre con Hitchens).
Nelle prime giornate i nerazzurri stentarono, ma riuscirono comunque a rimanere nella parte alta della classifica. Il 23 dicembre venne sconfitta la Juventus, ma un doppio pareggio intralciò la corsa nerazzurra e, il 13 gennaio, furono i bianconeri a terminare il girone d'andata in testa con un punto di vantaggio sui rivali, due sul Bologna e quattro sul Lanerossi Vicenza. L'aggancio dell'Inter sulla Juventus arrivò infine il 3 febbraio.

Giacinto Facchetti circondato dai tifosi, nel 1963, per il primo scudetto della Grande Inter

Successivamente, dopo un mese di coabitazione al primo posto, i torinesi persero il derby e l'Inter balzò in testa: non lasciò più la prima posizione, aumentò il suo vantaggio e terminò il campionato a quattro punti di distanza dalla Juventus. Il 5 maggio la capolista perse seccamente sul campo della Roma, ma risultò essere matematicamente Campione d'Italia; fu il primo scudetto dell'era Moratti-Allodi (e ottavo della storia interista), arrivato su rimonta, dopo che nei due tornei precedenti erano stati proprio i nerazzurri ad essere superati. A contribuire in modo decisivo alla vittoria fu la difesa, già distintasi nei due precedenti tornei: Herrera puntò in questa stagione su un modulo maggiormente affine al catenaccio. Questa la formazione titolare: Buffon, Burgnich, Facchetti, Zaglio, Guarneri, Picchi, Jair, Mazzola, Di Giacomo, Suárez, Corso.

#### 1963-64: sul tetto d'Europa
Con la conquista dello scudetto, l'Inter poté così partecipare per la prima volta alla Coppa dei Campioni. I nerazzurri, rinforzatisi con gli acquisti del portiere Giuliano Sarti, in sostituzione di Buffon, e della punta Aurelio Milani e promosso titolare Carlo Tagnin al posto di Zaglio, esordirono in Europa al Goodison Park, la tana dell'Everton, pareggiando per 0-0. La vittoria nel ritorno per 1-0 garantì il passaggio al turno successivo. Vennero in seguito eliminati in sequenza i monegaschi del Monaco, gli jugoslavi del Partizan e, in semifinale, i tedeschi del Borussia Dortmund. In finale al Prater di Vienna, davanti a 72.000 spettatori, incontrarono gli spagnoli del Real Madrid, già vincitori per cinque volte consecutive del torneo. Herrera azzeccò tutte le mosse: Tagnin in marcatura su Di Stéfano, alla sua ultima partita in maglia bianca, Guarneri su Puskás, Facchetti su Amancio, Burgnich su Gento e in più Suárez arretrò occupandosi di Felo. L'Inter, chiusa a riccio nella propria metà campo, controllò le sfuriate iniziali di Amancio e Di Stéfano che conversero il gioco su Puskas; Mazzola, controllato da Zoco che spesso gli lasciava ampi spazi, stazionava sul centrocampo pronto a sfruttare il contropiede.

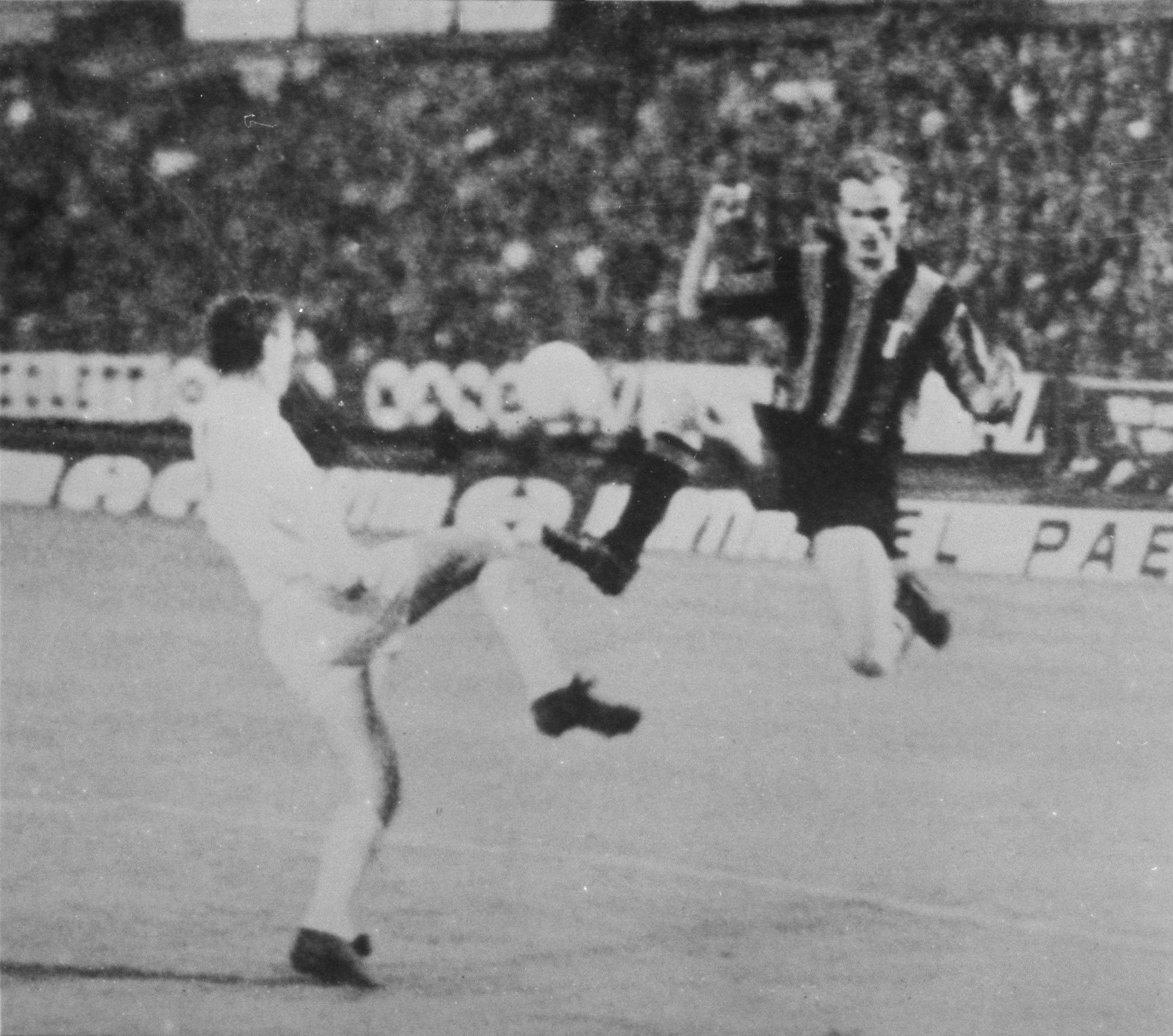
Una fase di gioco nella finale di Coppa dei Campioni tra Real Madrid e Internazionale Milano

Al 42' del primo tempo la prima rete. Sulla tre quarti nerazzurra, Guarneri tolse palla a Puskás e la smistò sulla sinistra a Facchetti; questi, dopo una breve volata, servì di precisione Mazzola, che controllò rapidamente la palla e con un tiro preciso la collocò alle spalle di Vicente. Alla rete di Mazzola seguì un palo di Gento in apertura di ripresa e poi il raddoppio di Milani al 61' e, quando il ritorno dei madrileni si fece più insistente dopo che Felo al 70' aveva accorciato le distanze, ancora in una classica manovra di contropiede Mazzola rubò la palla a Santamaría e trafisse Vicente in uscita: fu 3-1 e con lo stesso risultato si chiuse l'incontro, facendo così diventare l'Inter la prima squadra in Europa a vincere la coppa senza neanche subire una sconfitta (7 vittorie e 2 pareggi).
In campionato l'Inter rimase nelle zone alte nel girone d'andata, ma alla fine fu il Bologna ad aggiudicarsi il titolo d'inverno alla pari con il Milan, il 12 gennaio. Il 9 febbraio il Milan perse e il Bologna andò in testa. Poche settimane dopo, il 4 marzo, la FIGC comunicò che cinque giocatori del Bologna erano stati trovati positivi alle amfetamine dopo la partita vinta il 2 febbraio contro il Torino: ai granata fu assegnata la vittoria a tavolino e ai rossoblù un punto di penalizzazione. La magistratura ordinaria, tuttavia, intervenne sequestrando le provette di urina dei calciatori e, dopo un controllo accurato all'interno del Centro Tecnico di Coverciano, si scoprì che i campioni erano stati manomessi. Per tale motivo, il 16 maggio la CAF annullò le sentenze. I responsabili della manipolazione delle provette non vennero mai individuati, sebbene nei decenni successivi alcune testimonianze fecero ricadere i sospetti su Gipo Viani, l'allora direttore tecnico del Milan.

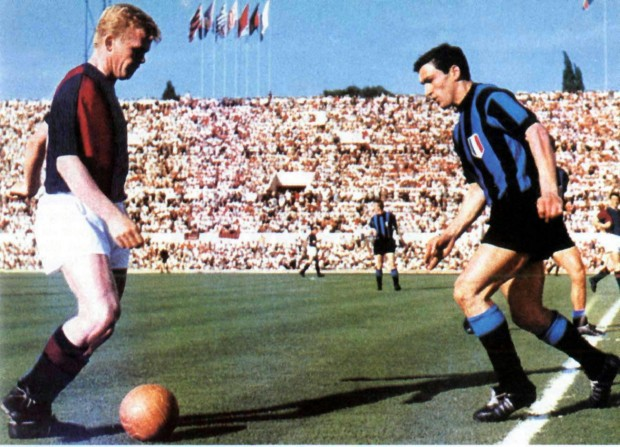
Helmut Haller (sx) e Tarcisio Burgnich durante lo spareggio-scudetto 1963-64 tra Bologna e Inter all'Olimpico di Roma

Durante questi due mesi e mezzo, però, la squadra emiliana aveva subito il ritorno dell'Inter, che alla ventisettesima giornata vinse lo scontro diretto a Bologna, portandosi a un solo punto dalla vetta. I rossoblù provarono a resistere, ma il 17 maggio l'Inter li raggiunse. Entrambe le squadre terminarono il campionato al primo posto a quota 54 punti, circostanza mai verificatasi fino ad allora in Serie A. Dopo aver inizialmente accolto la proposta del direttore responsabile della Gazzetta dello Sport Gualtiero Zanetti di assegnare in via eccezionale all'Inter lo scudetto 1964 e al Bologna quello del 1927 (revocato al Torino per il caso Allemandi e mai assegnato), il presidente federale Giuseppe Pasquale decise alla fine di non derogare al regolamento e far quindi disputare uno spareggio per l'assegnazione del titolo; l'"Olimpico" di Roma vinse il ballottaggio con il "Ferraris" di Genova per ospitare la gara, che venne fissata per il 7 giugno.
Pochi giorni prima dello spareggio, l'Inter si aggiudicò la Coppa dei Campioni, mentre il Bologna fu colpito da un lutto: il presidente Dall'Ara morì improvvisamente il 4 giugno, colto da un infarto mentre erano in corso le discussioni con Moratti, presidente dell'Inter, sui dettagli per lo spareggio. Ai funerali, il 5 giugno, non poterono partecipare i giocatori, visto che la FIGC decise di non rinviare la gara. Il 7 i bolognesi s'imposero con due gol nella ripresa e vinsero il loro settimo scudetto.

#### 1964-65: tripletta di vittorie in Serie A, Coppa dei Campioni e Intercontinentale
Per la stagione successiva vennero acquistati l'attaccante spagnolo Joaquín Peiró, l'ala destra Angelo Domenghini (trasformato in centravanti da Herrera a causa della presenza nel suo ruolo di Jair) e il duttile difensore Saul Malatrasi ed entrò definitivamente in prima squadra il ventenne mediano Gianfranco Bedin, che a stagione in corso prese il posto di Carlo Tagnin.

Facchetti mette a segno il definitivo 3-0 nella semifinale Inter-Liverpool del 12 maggio 1965

In campionato alla fine del girone d'andata si ritrovò in testa il Milan con ben 5 punti di vantaggio sui nerazzurri, laureandosi campione d'inverno. Il 31 gennaio 1965 i punti diventarono sette. Dalla settimana successiva iniziò la serie positiva dell'Inter: otto vittorie consecutive (tra cui un 5-2 nel derby di ritorno) che le permisero l'aggancio in vetta. Il Milan inizialmente reagì ritornando in testa, dopo il pareggio dei nerazzurri a Vicenza, ma il 16 maggio la sconfitta interna contro la Roma costò ai rossoneri lo scudetto, che l'Inter si aggiudicò aritmeticamente all'ultima giornata. La lotta per il titolo di capocannoniere si chiuse anch'essa con il trentaquattresimo turno: a Genova, Alberto Orlando segnò nel finale il gol della bandiera per la Fiorentina, che perse 4-1. Sandro Mazzola rispose segnando un rigore al 90'. I due risultarono entrambi primi con 17 reti.
La striscia di vittorie proseguì con la conquista della seconda Coppa dei Campioni: l'Inter non trovò ostacoli sul suo cammino fino alle semifinali dove, nella partita di andata, fu sconfitta per 3-1 dagli inglesi del Liverpool; nella partita di ritorno, in un San Siro gremito (90.000 spettatori), l'Inter doveva vincere con tre gol di scarto (all'epoca infatti non esisteva la regola dei gol fuori casa) e così fu. All'ottavo minuto di gioco Corso, su calcio di punizione a foglia morta, la sua specialità, portò i nerazzurri in vantaggio. Un minuto dopo Peiró segnò uno di quei gol che raramente si vedono sui campi di calcio. Corso eseguì la rimessa laterale sulla fascia sinistra verso Peiró, il quale, appostato vicino alla linea laterale e strettamente marcato, toccò la palla di testa indirizzandola all'indietro, verso il centrocampo, dove Mazzola attendeva il pallone; quest'ultimo lasciò rimbalzare la sfera, poi di prima lanciò in profondità lo spagnolo, che scattò verso il fondo inseguendo il lancio e, sfruttando al meglio la velocità che lo contraddistingueva, non consentì il recupero al difensore Smith.

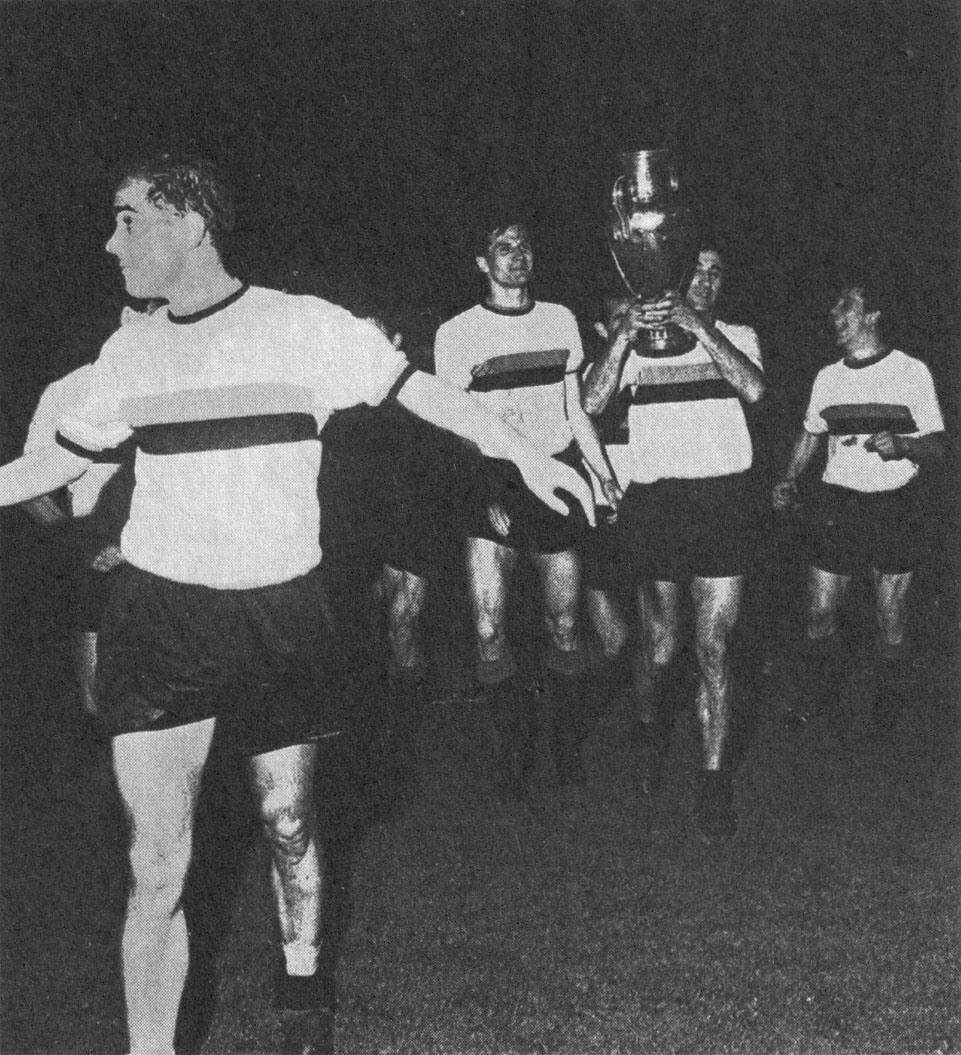
I giocatori dell'Inter festeggiano sul campo di San Siro la vittoria della loro seconda Coppa dei Campioni

L'uscita del portiere Lawrence, però, fu ottima; il portiere scattò lateralmente e bloccò il pallone; sul rinvio fece rimbalzare il pallone a terra due volte, ma sbucò, da dietro, il piede sinistro del numero nove nerazzurro, che spostò il pallone, mettendolo fuori portata del portiere; poi, dopo due soli passi e prima che l'estremo difensore potesse intervenire, insaccò nella porta sguarnita con il destro. Lawrence quasi non si rese conto dell'accaduto, i suoi compagni aggredirono verbalmente l'arbitro, chiedendo l'annullamento del gol, ma senza successo. Al 62' Facchetti, in proiezione offensiva, segnò il 3-0.
La finale si disputò a San Siro e la squadra superò il Benfica per 1-0 con un gol di Jair. In quell'anno giunse anche la prima Coppa Intercontinentale, vinta battendo l'Independiente; dopo aver perso la gara di andata in Argentina per 1-0, i nerazzurri prevalsero a San Siro per 2-0 con le reti di Mazzola e Corso. Nella terza e decisiva partita, giocata allo stadio Santiago Bernabéu di Madrid, l'Inter vinse per 1-0 con gol di Corso nei supplementari: fu la prima squadra italiana a vincere la coppa.

L'allenatore Helenio Herrera posa con i trofei della Coppa Intercontinentale e della Coppa dei Campioni

In Coppa Italia l'Inter arrivò in finale, ma venne battuta dalla Juventus per 1-0. Questa la formazione titolare della stagione: Sarti, Burgnich, Facchetti, Bedin, Guarneri, Picchi, Jair, Mazzola, Domenghini, Suárez, Corso.

#### 1965-66: arrivano laStellae un nuovo trionfo mondiale
Un organico pressoché immutato andava ad affrontare la stagione 1965-1966. I nerazzurri conquistarono la vetta alla nona giornata, tallonati da Milan e Napoli, rispettivamente seconda e terza forza alla fine del girone d'andata, il 16 gennaio 1966. Nel girone di ritorno l'Inter mancò più volte il colpo decisivo e spesso rischiò di lasciarsi recuperare. La sconfitta di Catania (1-0) fece vacillare i nerazzurri, che videro avvicinarsi il Napoli a due punti. Sistemarono tutto sei vittorie consecutive, tra cui una nel derby per 2-1; al termine di questa serie, il 17 aprile, il Milan aveva ceduto e si era ritrovato a 11 punti di distanza; il Napoli e il Bologna erano seconde a 6 punti di distanza. Il finale mise in dubbio la vittoria dell'Inter, allorché due pareggi e una sconfitta nello scontro diretto contro il Bologna diminuirono il vantaggio di tre punti. Due vittorie contro Juventus (3-1) e Lazio (4-1) permisero ai nerazzurri, il 15 maggio, di vincere lo scudetto, quello della stella sul petto, simbolo di dieci scudetti.

Luis Suárez, trascinatore dell'Inter che al termine della stagione 1965-66 avrebbe vinto lo scudetto della stella

In Coppa dei Campioni, dopo aver eliminato la Dinamo Bucarest (1-2 e 2-0) e il Ferencváros (4-0 e 1-1), il Real Madrid si prese la rivincita di due anni prima, eliminando i nerazzurri (0-1 e 1-1) e si involò verso il suo trionfo. In Coppa Italia l'Inter venne eliminata in semifinale. Arrivò di nuovo anche la Coppa Intercontinentale, ancora contro l'Independiente. A San Siro l'Inter vinse 3-0 con gol di Peiró e doppietta di Mazzola, poi fece 0-0 in Argentina. Con queste tre vittorie l'Inter divenne la prima squadra in Europa e l'unica squadra italiana a realizzare il particolare treble, costituito da scudetto, Coppa dei Campioni e Coppa Intercontinentale in un anno solare (dopo aver conseguito lo stesso risultato nell'arco della stagione 1964-65).

### Epilogo

#### 1966-67: una doppia, amara, beffa
L'estate successiva alla débâcle della nazionale italiana al campionato del mondo 1966 in Inghilterra portò a una grande rivoluzione nel calcio italiano. La Federcalcio arrivò alla drastica decisione di bloccare gli ingaggi di giocatori stranieri provenienti dai campionati esteri; i soli già militanti in Italia poterono continuare a calcare i campi della penisola. La chiusura delle frontiere sconvolse i piani di mercato dell'Inter, costretta a rinunciare ad accordi conclusi con due dei maggiori campioni internazionali del tempo, il tedesco Beckenbauer e il lusitano Eusébio. Il club scelse quindi di confermare quasi del tutto la squadra campione uscente, limitandosi a operazioni di secondo piano, come le cessioni di Malatrasi e Peiró e gli acquisti del trentaquattrenne Vinício e di Bicicli (per quest'ultimo si trattò di un ritorno).
L'Inter partì bene, vinse le prime sette gare (subendo un'unica rete) e, nel giro di poche settimane, staccò Napoli e Juventus. Col tempo, però, la squadra di Helenio Herrera sembrò dare varie occasioni alla Juventus per raggiungerla; il 18 dicembre i nerazzurri caddero a Roma, contro una Lazio in cerca di punti-salvezza, e vennero agganciati dai bianconeri, i quali si lasciarono poi sfuggire la rivale dopo appena una settimana, a causa di un pareggio arrivato nel finale con l'incostante Milan. Superato indenne lo scontro diretto, l'Inter si laureò campione d'inverno il 22 gennaio, con un punto di vantaggio sui rivali, penalizzati, nella gara contro la Lazio, dall'arbitro De Marchi di Pordenone, che negò a De Paoli una rete regolare.

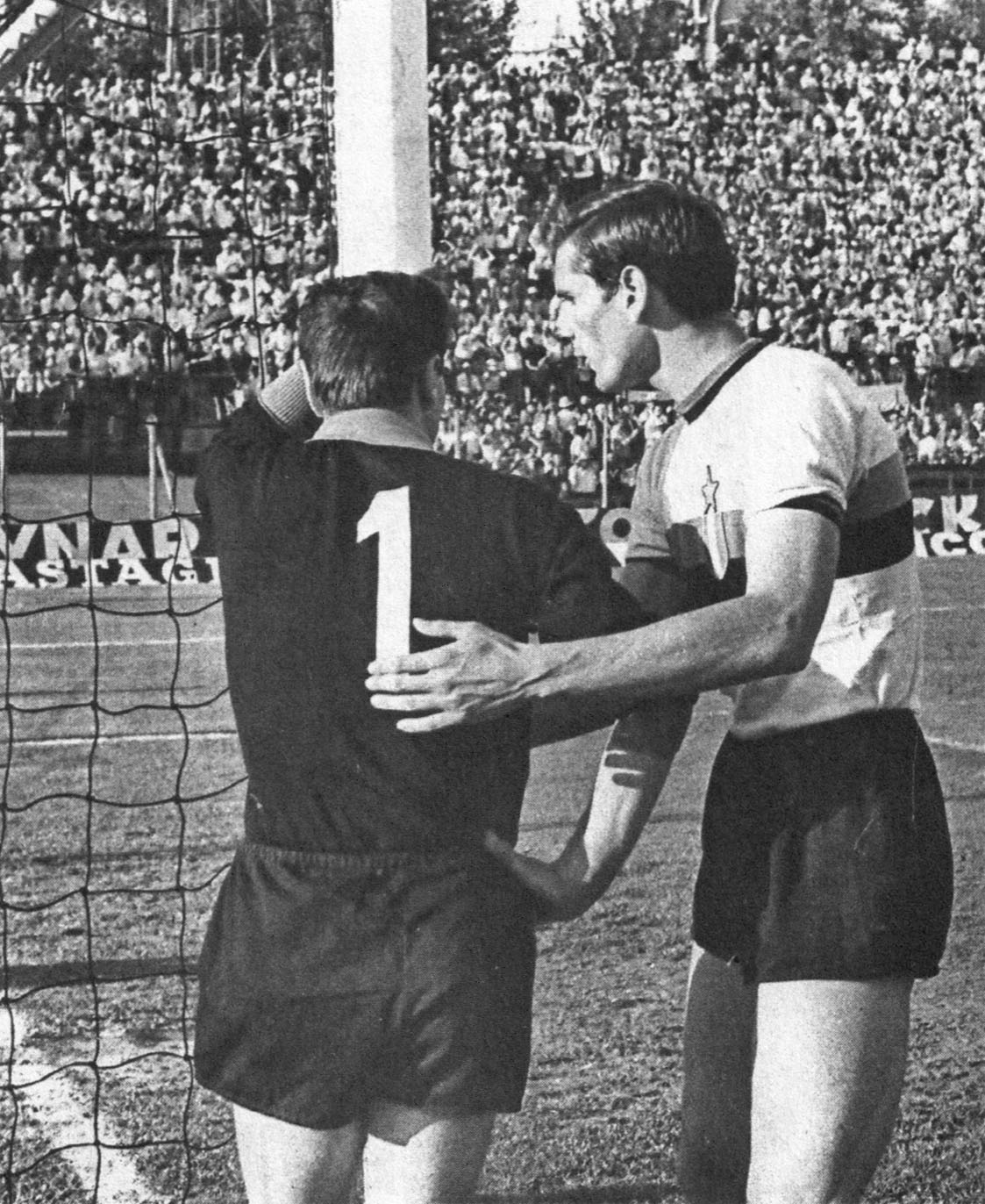
1º giugno 1967, Mantova-Inter 1-0. Uno sconsolato Giuliano Sarti viene rincuorato da Facchetti dopo la famosa «papera» che, all'ultima giornata, costò lo scudetto: l'episodio è assurto a tramonto della "Grande Inter".

I tre pareggi consecutivi in cui incappò la Juventus nelle prime giornate del girone di ritorno spinsero l'Inter a più quattro. Nelle settimane a venire il vantaggio oscillò sempre tra i due e i quattro punti; alla trentesima, la Juve cadde a San Siro contro il Milan e l'Inter sembrò ormai vicina al titolo. Ma il logorio di alcuni giocatori e la stanchezza pesarono sui lombardi, che persero lo scontro diretto e impattarono contro Napoli e Fiorentina: la Juve, a un turno dal termine, si ritrovò a meno uno. Il 25 maggio, a Lisbona, i nerazzurri persero la Coppa dei Campioni contro il Celtic di Glasgow e la settimana dopo, a Mantova, vennero sconfitti 0-1 per un errore del portiere Sarti, che si fece sfuggire un tiro-cross dell'ex Di Giacomo, assistendo al sorpasso-scudetto di una Juventus vittoriosa sulla Lazio.
Nella sfida contro i virgiliani, inizialmente la squadra recriminò per la direzione di gara di Francesco Francescon; il presidente Angelo Moratti, tuttavia, troncò sul nascere ogni polemica con le sue parole:
(Angelo Moratti)

#### 1967-68: la fine di un'epoca
La stagione 1967-1968 dell'Inter si concluse al quinto posto in Serie A e al terzo nel girone finale di Coppa Italia. Il 18 maggio 1968 Angelo Moratti lasciò, dopo tredici anni, la presidenza e la maggioranza delle quote azionarie del club a Ivanoe Fraizzoli e con lui se ne andarono anche Helenio Herrera e Italo Allodi. Più tardi, Moratti dirà:
(Angelo Moratti)

## Controversie
Nel 2004 l'ex giocatore dell'Inter Ferruccio Mazzola rivolse all'allenatore Helenio Herrera, deceduto nel 1997, l'accusa di sottoporre titolari e riserve a pratiche dopanti facendo ricorso ad amfetamine sciolte nel caffè dei calciatori. Nel 2005 la società nerazzurra ha querelato per diffamazione il suo ex giocatore, chiedendo 3 milioni di euro per danni morali e patrimoniali da devolvere in beneficenza, ma il giudice ha respinto la richiesta della società.
La maggioranza dei giocatori della Grande Inter interpellati negò le accuse: le uniche eccezioni furono quelle di Franco Zaglio, che definì le pratiche dopanti di Herrera come fatto comune nel calcio dell'epoca, e Sandro Mazzola; quest'ultimo, tuttavia, ritrattò in seguito la propria posizione, spiegando che il vero doping del "Mago" era a conti fatti «psicologico» e che la denuncia di suo fratello era motivata da un desiderio di «rivalsa» nei confronti dell'Inter. Luna Herrera, figlia di Helenio, difese la memoria paterna, argomentando che il "Mago", convinto salutista, forniva come stimolante ai suoi calciatori delle semplici cialde a base di acido acetilsalicilico associate a caffeina.

## Statistiche
| Competizione    | P  | V  | N  | S  | GF | GF/P | GS | GS/P |
| --------------- | -- | -- | -- | -- | -- | ---- | -- | ---- |
| Serie A 1960-61 | 3º | 18 | 8  | 8  | 73 | 2,14 | 39 | 1,14 |
| Serie A 1961-62 | 2º | 19 | 10 | 5  | 59 | 1,73 | 31 | 0,91 |
| Serie A 1962-63 | 1º | 19 | 11 | 4  | 56 | 1,65 | 20 | 0,59 |
| Serie A 1963-64 | 2º | 23 | 8  | 3  | 54 | 1,59 | 21 | 0,62 |
| Serie A 1964-65 | 1º | 22 | 10 | 2  | 68 | 2    | 29 | 0,85 |
| Serie A 1965-66 | 1º | 20 | 10 | 4  | 70 | 2,06 | 28 | 0,82 |
| Serie A 1966-67 | 2º | 19 | 10 | 5  | 59 | 1,73 | 22 | 0,64 |
| Serie A 1967-68 | 5º | 13 | 7  | 10 | 46 | 1,53 | 34 | 1,13 |

Legenda:

P: Posizione,
V: Partite vinte,
N: Partite pareggiate,
S: Partite perse (sconfitte),
GF: Goal fatti,
GF/P: Goal fatti per singola partita (%),
GS: Goal subiti,
GS/P: Goal subiti per singola partita (%).

## Elenco di rose
Qui di seguito è riportata la lista di tutte le rose dell'Inter durante il periodo indicato come quello della Grande Inter.
- Rosa 1960-61
- Rosa 1961-62

- Rosa 1962-63
- Rosa 1963-64

- Rosa 1964-65
- Rosa 1965-66

- Rosa 1966-67
- Rosa 1967-68

## Galleria d'immagini

Inter 1960-61
Inter 1961-62
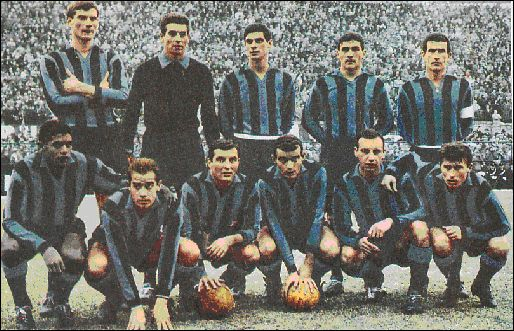
Inter 1962-63
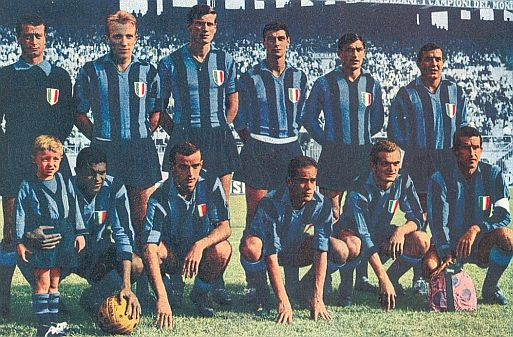
Inter 1963-64
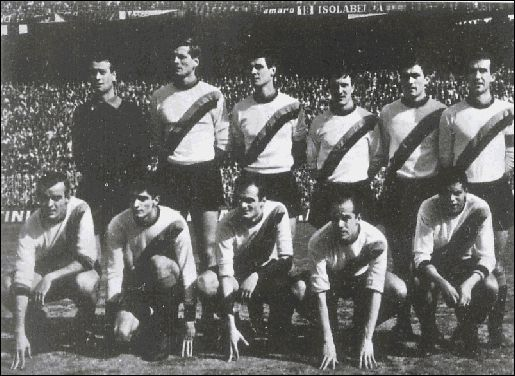
Inter 1964-65
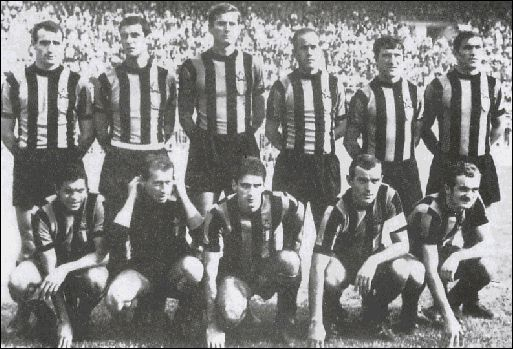
Inter 1965-66
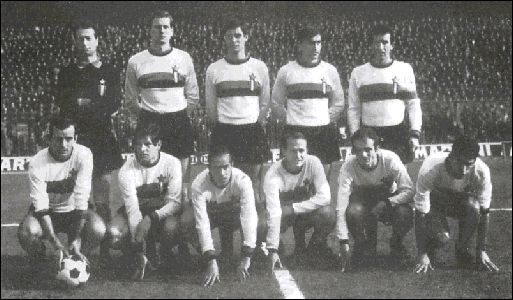
Inter 1966-67
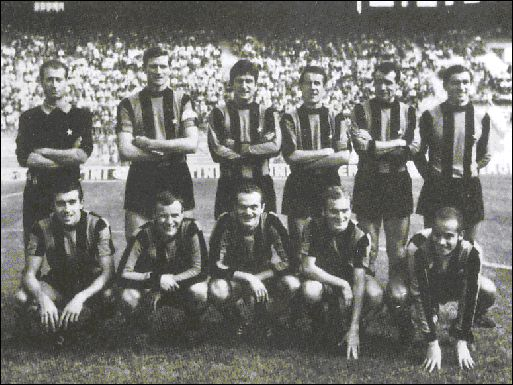
Inter 1967-68
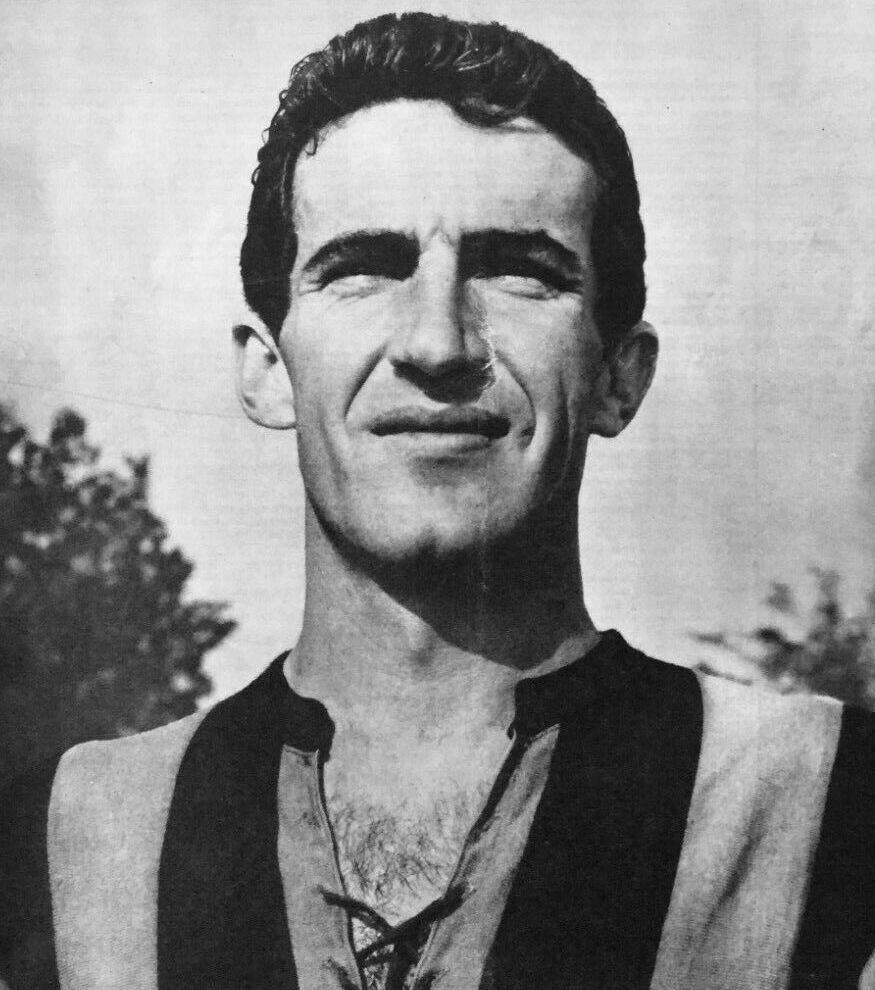
Armando Picchi, capitano dell'Inter dal 1962 al 1967.
Helenio Herrera, allenatore dell'Inter dal 1960 al 1968 e dal 1973 al 1974.
Angelo Moratti, presidente dell'Inter dal 1955 al 1968.
Italo Allodi, direttore sportivo dell'Inter dal 1959 al 1968.

### Voci generiche
- Storia della Serie A
- Storia della UEFA Champions League

### Voci affini
- Football Club Internazionale Milano
- Storia del Football Club Internazionale Milano